# Панив, Андрей Степанович
Андрей Степанович Панив (укр. Андрі́й Степа́нович Па́нів; 30 сентября 1899, село Прорубь, Харьковская губерния (ныне Белополье, Сумская область, Украина) — 3 ноября 1937, Сандармох, Карелия) — украинский советский поэт, журналист, переводчик.

## Биография
Сын волостного писаря. Окончил Курскую учительскую семинарию. С 1918 по 1923 г. — учитель сельских школ.
Затем обучался в Харьковском институте народного образования (1921—1925).
После окончания учёбы работал в редакциях газеты «Крестьянская правда», журналов «Сельскохозяйственный пролетарий», «Плуг», «Трактор», в кооперативном издательстве «Плужанин», преподавателем ИНО, научным сотрудником Института литературы им. Шевченко. К этому же времени относятся и его первые литературные опыты.
В 1922 году принимал активное участие в организации литературного объединения крестьянских писателей Украины «Плуг». Был одним из его лидеров и ответственным секретарём этой организации.
После ликвидации «Плуга» был членом ВУСПП.
Жил в Харькове в доме «Слово».
В начале декабря 1934 арестован. В марте 1935 проходил по делу «боротьбистов». Осуждён Военной коллегии Верховного суда СССР в контрреволюционной и террористической деятельности на 10 лет лагерей. Заключение отбывал в концлагере СЛОН на Соловках.
В 1937 дело Панива (в некоторых источниках — Панова) было повторно рассмотрено. По распоряжению «особой тройки» УНКВД Ленинградской области расстрелян 3 ноября 1937 года.
Реабилитирован посмертно в 1956 году.

## Творчество
Печататься начал с 1921 года.
Автор сборников стихов, новелл, литературно-критических статей. Отдельными изданиями вышли поэтические сборники «Вечерние тени» (1927), «Без предела» (1933), книжечка для детей «Как звери дом строили» (1925), сборники лирических новелл «Деревня» (1925), «Христя» (1928), несколько популярных учебников для начальных классов средних школ.
Творчество А. Панива является выражением идеологии части мелкобуржуазной интеллигенции, вышедшей из деревни и не порвавшей с ней связи, ставшей на путь органического освоения завоеваний революции.
Главные произведения Панива — сборник рассказов «Село» и сборник лирики «Вечерние тени».